# Alan Smithee

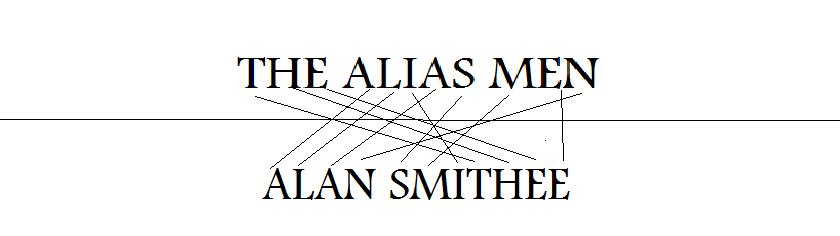
Un anagramma del suddetto nome a cui n'è stata spesso e volentieri ricondotta l'origine

Alan Smithee (o anche Allen Smithee, Alan Smythee e Adam Smithee) è uno pseudonimo che, grossomodo dal 1968 al 2000, venne adoperato da diversi registi per firmarsi in tutte quelle produzioni cinematografiche hollywoodiane di cui, per svariati motivi, giunsero a disconoscere la paternità.

## Origini
Il primo film a riportare lo pseudonimo di Smithee nei crediti per la regia fu Ultima notte a Cottonwood (1969). Durante le riprese, infatti, sorsero dei pesanti disaccordi tra il protagonista Richard Widmark ed il regista Robert Totten, tanto che il primo riuscì a far sostituire il secondo in corso d'opera con Don Siegel. Quando il film fu terminato, però, entrambi rifiutarono di farsi accreditare, così la Directors Guild of America si trovò a dover dirimere la questione e pervenne alla conclusione che il film non rappresentava pienamente la visione di nessuno dei due registi. Allora si decise che la pellicola sarebbe stata attribuita al fittizio Alan Smith; tuttavia, siccome era un nome molto diffuso, si decise di usare il nome di Allen Smithee. Non sapendo di tutto ciò, in una sua recensione il critico cinematografico Roger Ebert scrisse: «Il regista Allen Smithee, un nome che mi è del tutto nuovo, lascia spazio a uno sviluppo naturale della storia. Non fa prediche e non si perde a spiegare passaggi ovvi».

## Carriera
Da allora lo pseudonimo venne ampiamente usato in televisione e al cinema. Smithee fu accreditato come regista anche dell'episodio pilota della serie MacGyver, mentre Jud Taylor usò due volte il nome di Smithee, per i film tv Le rose che non colsi (1968) con Burt Reynolds e City in Fear (1980) con David Janssen.
Lo pseudonimo venne anche utilizzato per accreditare la regia del rimontaggio del film Dune (1984), di David Lynch: questa versione, che consta di diverse scene tagliate e d'un finale alternativo, disconosciuta appunto dallo stesso Lynch, divenne ufficialmente nota come versione di Allen Smithee.
A Smithee furono accreditati anche dei videoclip musicali, come quello di I Will Always Love You di Whitney Houston, tratto dalla colonna sonora del film Guardia del corpo e quello di Lose My Breath delle Destiny's Child; addirittura nel 2004, Smithee risultò anche come chitarrista nel cd Happy Summer from William Hung di William Hung.
Lo pseudonimo continuò ad essere usato anche al cinema, come nell'horror Student Bodies (1981) in cui il nome di Smithee sostituiva quello del produttore Michael Ritchie, che preferì non essere accreditato. Il regista Mickey Rose, invece, scelse di farsi accreditare piuttosto che utilizzare uno pseudonimo.
Anche dei fumetti di Daredevil, pubblicati dalla Marvel furono accreditati a Smithee. Successe quando lo sceneggiatore della serie, DG Chichester decise di abbandonarla; essendo obbligato per contratto a fornire cinque ulteriori sceneggiature chiese al redattore capo della casa che le stesse venissero accreditate a Smithee.
Nel 1997, venne girato un film-satira sullo pseudonimo di Smithee con il titolo Hollywood brucia. Tra gli attori figurano i nomi di Sylvester Stallone, Whoopi Goldberg, Jackie Chan e lo sfortunato regista, appunto Alan Smithee (interpretato da Eric Idle), alle prese con il suo disastrato film. Curiosamente il regista di Hollywood brucia, Arthur Hiller, decise di non farsi accreditare e di mettere, invece del suo nome, proprio lo pseudonimo Alan Smithee.
Nel 2016 il regista e sceneggiatore Bepi Vigna, dopo vari contrasti con la produzione, ha utilizzato lo pseudonimo Alan Smithee per firmare il cortometraggio Gli amici di Freddy. Sempre in territorio italiano, Lorenzo Dante Zanoni utilizzò lo pseudonimo nel 2023 per il film parodia Anatar.

## Uso dello pseudonimo al cinema
- Ultima notte a Cottonwood (1969), diretto separatamente da Robert Totten e Don Siegel;
- Fade In (1973), diretto da Jud Taylor;
- City in Fear (1980), diretto da Jud Taylor;
- Fun and Games (1980), diretto da Paul Bogart;[6]
- Ai confini della realtà (1983), per via della tragica morte dell'attore Vic Morrow e di due bambini durante le riprese;
- Dune (1984), diretto da David Lynch;[7]
- Scuola di medicina (1985), diretto da Rod Holcomb;
- Ai confini della realtà (1985), serie TV, 1 episodio diretto da Gilbert Cates;
- Eroi per un amico (1986), diretto da Stuart Rosenberg;
- Genitori che casino! (1987), diretto da Paul Aaron e Terry Winsor;
- Due piedipiatti acchiappafantasmi (1987), diretto da Lee Madden;
- The Shrimp on the Barbie (1990), diretto da Michael Gottlieb;
- Solar Crisis (1990), diretto da Richard C. Sarafian;
- Catchfire (1990), diretto da Dennis Hopper, poi riedito come Backtrack (Ore contate nell'edizione italiana) e firmato dal regista;
- Gli uccelli II (1994), diretto da Rick Rosenthal;
- La scuola più pazza del mondo (1995), diretto da Kelly Makin;
- Hellraiser - La stirpe maledetta (1996), diretto da Kevin Yagher;
- Mighty Ducks the Movie: The First Face-Off (1997), co-diretto da Steve Langley;
- Hollywood brucia (1998), diretto da Arthur Hiller;
- John Holmes: la vita e la leggenda del re del porno (1998), diretto da Cass Paley;
- Vi presento Joe Black (1998), diretto da Martin Brest;
- A River Made to Drown In (1999), diretto da James Merendino;
- Woman Wanted (2000), diretto da Kiefer Sutherland;
- Old 37 (2015), diretto da Christian Winters;
- Anatar (2023), diretto da Lorenzo Dante Zanoni.[5]